# 高津比咩神社
高津比咩神社（たかづひめじんじゃ）は千葉県八千代市高津にある神社である。旧社格は村社。

## 祭神
- 多岐都比賣命
- 大己貴命
- 木花開耶姫命
- 北斗北辰
- 間宮庄五郎源高秀

## 由緒
境内の由緒書によると創立は明応元年(1492年)9月。

## 祭事・年中行事
高津のハツカビシャと呼ばれ毎年１月２０に甲乙ムを組み合わせた字の的に弓を当てる
意味として、天候の順調を願い、平穏な作柄を祈願する農耕儀礼の行事と考えられている。
市内の各地でも行われてますがそのほとんどは宴会飲みが残っている

## 境内社
- 八坂神社 - 宝永2年（1705年）創立
- 八坂神社 - 文政12年（1829年）創立
- 金比羅神社 - 安政6年（1859年）創立
- 稲荷神社 - 元禄7年（1694年）創立

## 境外社
- 子ノ神社 - 天正2年（1574年）創立
- 浅間神社 - 天保13年（1842年）創立
- 妙見神社 - 天文11年（1542年）創立
- 高秀霊神社 - 元和元年（1615年）創立

## 交通
- 周辺には東葉高速鉄道の八千代緑が丘駅、八千代中央駅、京成電鉄の八千代台駅、京成大和田駅があるが、その真中に位置し、2～2.5kmほどの距離がある。